# Masscom

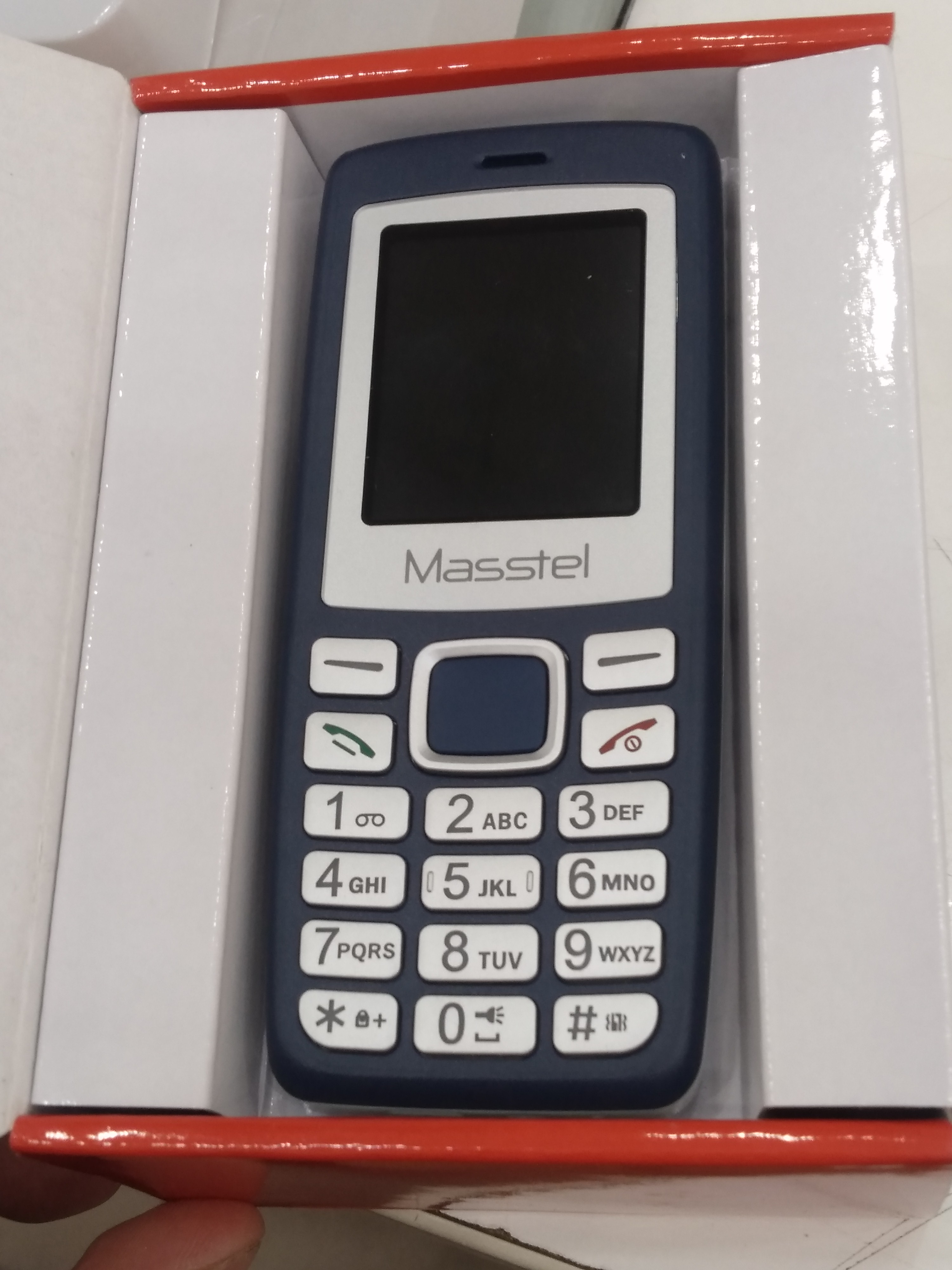
Điện thoại phổ thông Masstel izi 120

Masscom tên gọi đầy đủ là Công ty Cổ phần Masscom Việt Nam được thành lập vào tháng 11/2010 hoạt động trong lĩnh vực công nghệ viễn thông kinh doanh các sản phẩm Masstel, Massgo: điện thoại di động, điện thoại thông minh, máy tính bảng, máy tính xách tay, đồng hồ thông minh, cùng các thiết bị IoT mang thương hiệu Massko.

## Lịch sử
Masscom thành lập tháng 11/2010 ban đầu kinh doanh các sản phẩm điện thoại di động cơ bản và smartphone giá rẻ mang thương hiệu Masstel.
Ngày 21/12/2014 Masscom ra mắt thương hiệu Massgo hướng đến phân khúc smartphone tầm trung.
Cuối tháng 9/2015 Masscom ra mắt hai mẫu máy tính bảng chạy Windows 10 là Masstel Tab W80 và Masstel Tab W101, trong đó mẫu Masstel Tab W101 đã gây được sự chú ý của cộng đồng.
Tháng 3/2018 Masscom ra mắt mẫu máy tính xách tay Masstel L113 đã nhanh chóng gây sốt trong cộng đồng công nghệ. Sau đó, đến tháng 6/2018 hãng đã ra mắt phiên bản nâng cấp của Masstel L113 với tên gọi Masstel 1113 pro.
Ngày 12/4/2018 Hãng tiếp tục ra mắt thương hiệu Massko, cung cấp các thiết bị IoT